# Noah-Haium-Hirsch Berlin
Noah-Haium-Hirsch Berlin, auch Heymann Hirsch Meyer, (geboren im Februar 1734 in Fürth; gestorben am 5. März 1802 in Altona) war ein deutscher Rabbiner und Autor.

## Leben und Wirken
Noah-Haium-Hirsch Berlin war der älteste Sohn des Landparnes (Vorsteher) Abraham Meyer Berlin und dessen Ehefrau Röschen, die eine Enkelin des bekannten Rabbiners Samuel Sanvel Halberstadt war. Sein Vater war ein reicher Bankier und Hofmünzlieferant, seine Mutter eine Tochter von Feibelmann Emmerich aus Frankfurt am Main.
Gemeinsam mit seinem Bruder Löb Berlin (1737–1814) erhielt Noah-Haium-Hirsch Privatunterricht bei seinem Vater. 
Er heiratete Ela, die Tochter von Elias Bär Nathan aus Schwabach, Witwe des Karlsruher Oberrats Levi.
1764 übernahm er in seiner Geburtsstadt eine Lehrstelle und wurde Unterrabbiner und Dajan. Zu seinen Schülern gehörte Wolf Heidenheim. 1772 wurde er Landesrabbiner des Fürstentum Bayreuths in Baiersdorf sowie 1783 Landesrabbiner von Kurmainz. Nach einer mündlichen Befragung durch zwei Beamte der Landesregierung bestätigte ihn im Februar 1784 der Kurfürst Friedrich Karl im Amt.
Nachdem Rafael ben Jekutiel Süsskind Kohen als Oberrabbiner der Gemeinden Altona, Hamburg und Wandsbek zurückgetreten war, übernahm Berlin dessen Amt und verstarb zwei Jahre später.
Berlin galt als intelligenter Dialektiker und Interpret des Talmud (Pilpulist). Er verfasste zahlreiche Bücher und Manuskripte, auf die im oberen Drittel seines Grabsteins auf dem Jüdischen Friedhof Altona hingewiesen wird. Jochanan Wittkower publizierte in Altona 1880 in seinem Buch Agudath Perdachim eine Inschrift Berlins, die aber vermutlich dem Amtsvorgänger Kohen zuzuordnen ist. Auch als Mäzen tat er sich hervor.

## Schriften (Auswahl)
- ‘Asē ’Almuggīm. Sulzbach 1779.
- ‘Asē ’Arāzīm. Fürth 1790.
- Ma‘yan ha-Håchmāh. Herausgegeben von Löb Berlin und Wolf Heidenheim, Rödelheim 1804, Neuausgabe 1860.
- Weiterhin: Talmudauslegungen und Approbationen.